# درخت گردو

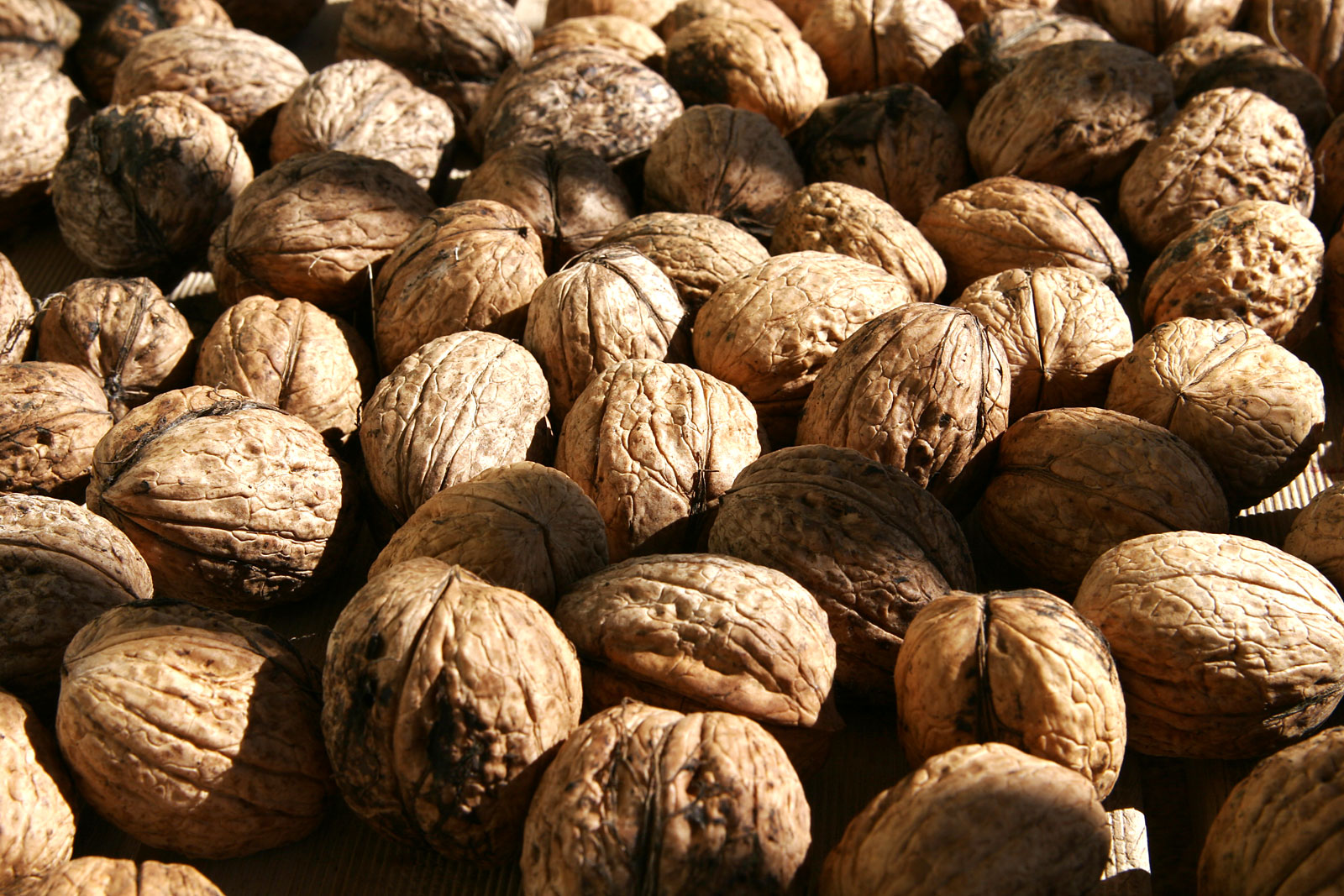
میوهٔ گردو

درخت گردو، جوز یا گَیوز (فارسی میانه: gyoz - تبری: آغوز) (نام علمی:  Juglans) از خانوادهٔ راش‌سانان است. واژه جوز و گَیوز به عربی و ترکی نیز راه یافته‌است، در ترکی آذری قز و در ترکی استانبولی جویز تلفظ می‌شود.
حدود ۲۰ گونه گردو وجود دارد و همگی بومی جنگل‌های معتدل و نیمه گرمسیری آسیا، اروپا، آمریکای شمالی و آمریکای مرکزی و جنوبی هستند. نام علمی گونه‌ای که برای آجیل شیرین آن کشت می‌شود، Juglans regia است که معمولاً به نام گردوی ایرانی شناخته می‌شود، اما در غرب به آن گردوی انگلیسی نیز می‌گویند. اعتقاد بر این است که این گونه در نزدیکی دریای خزر در ایران منشأ گرفته‌است و زیستگاه بومی آن در شرق از ایران و ترکیه تا دره‌هایی در غرب چین و شرق هیمالیا گسترش یافته‌است. از ویژگی‌های بارز گردو این است که پوسته آن به راحتی از پوسته جدا می‌شود.
گونه‌ای از گردو معروف به گردوی سیاه برای تولید الوار یا به عنوان پایه برای پیوند کشت می‌شوند و حدود شانزده گونه مختلف از آن وجود دارد. گونه‌ای به نام گردوی سیاه شرقی (J. nigra)، بومی شرق ایالات متحده و کانادا است و به دلیل مقاومت در برابر بیماری‌های ریشه از ارزش بالایی برخوردار است و به همین دلیل در پروژه‌های اصلاح پایه (rootstock breeding) از آن استفاده می‌شود.
چوب درخت گردو برای ساخت مبلمان و دسته اسلحه کاربرد داشته و میوه سبز آن به دلیل خواص دارویی آن ارزش دارد. یکی دیگر از گردوهای سیاه، گردوی سیاه کالیفرنیای شمالی (J. hindsii) است و این گردوی سیاه به دلیل قوت زیاد به عنوان پایه و والد پایه نیز استفاده می‌شود. گردوی سیاه کالیفرنیای جنوبی (J. californica) بومی ساحلی جنوب کالیفرنیا است و به صورت درختچه‌ای رشد می‌کند.
دو گردوی سیاه دیگر، J. major از آریزونا و J. microcarpa از تگزاس، گهگاه به عنوان پایه در خاک‌های خشک و شور استفاده شده‌است. چندین گونه دیگر از گردو سیاه از آمریکای مرکزی می‌آیند. گردوی ژاپنی (J. ailanthifolia) نیز به عنوان پایه در تکثیر استفاده شده‌است. برخی از گونه‌های گردو که از مناطق گرمسیری می‌آیند، از جمله گردو آند (J. neotropica) همیشه سبز هستند.

## پراکنش جغرافیایی
درخت گردو از درختان بسیار با ارزش و از پهن برگان است که در بسیاری از نقاط جهان در نیمکره شمالی از مرکز تا شرق اروپا و قفقاز و شمال و مرکز ایران تا دامنهای هیمالیا و کشور چین و ژاپن و همچنین گونه‌هایی از آن در آمریکای شمالی و جنوبی به‌طور طبیعی می‌رویند و کاشته می‌شوند. تنها جنگل طبیعی باقی‌مانده از این محصول در دنیا هم‌اکنون در قرقیزستان و در شرایط بسیار خوب موجود است.
ایالات متحده آمریکا، چین و ایران از تولیدکنندگان عمدهٔ گردو هستند. ترکیه، اوکراین و رومانی در جایگاه‌های بعدی قرار دارند.
ایران از نظر سطح زیر کشت گردو رتبه دوم جهان را در اختیار داشته اما از نظر میزان تولید گردو در جهان در رتبه سوم قرار دارد. در ایران گردو در بسیاری از شهرها با آب و هوای خنک و کوهستانی باغ‌های گردو وجود دارند. مهم‌ترین استان‌های تولیدکننده گردو در کشور را کرمان، همدان، آذربایجان شرقی، لرستان، کهگیلویه و بویراحمد و کرمانشاه هستند.

## ارقام
گردوهایی که در نقاط گردو خیز ایران کاشته شده‌اند از گونه گردوی معمولی یا Juglans هستند. رقم‌های این گونه از نظر باغبانی هنوز کاملاً مشخص نشده‌اند. این گردوها در نقاط مختلف ایران با نام‌های گوناگون محلی نامیده می‌شوند.
با وجود تفاوت‌های ظاهری، ممکن است برخی از انواع، رقم واحدی باشند ولی نام‌های گوناگون داشته باشند. با این توصیف مهم‌ترین انواع گردو که در ایران کاشته می‌شوند عبارتند از: گردوی کاغذی، گردوی اقلید گردوی سنگی، گردوی اردهای سراب در آذربایجان شرقی، گردوی ماکویی، گردوی سوزنی، گردوی نوک کلاغی، گردوی ضیا آبادی، گردوی خوشه‌ای، سبزوار، گردوی آمیخته خراسان، گردوی بافت کرمان، گردوی مازندران، گردوی روستای داران در آذربایجان شرقی، گردوی شهمیرزاد، گردوی قزوین و طالقان، خوانسار، گردوی تسوج در آذربایجان، گردوی همدان، گردوی بوانات، گردوی وفس، وانشان و تویسرکان و …

## تولید
در سال ۲۰۱۹ تولید جهانی گردو برابر ۴٫۴ میلیون تن بوده‌است که ۵۶٪ از این مقدار متعلق به چین است. سایر تولیدکنندگان اصلی شامل آمریکا، ایران و ترکیه می‌باشند.

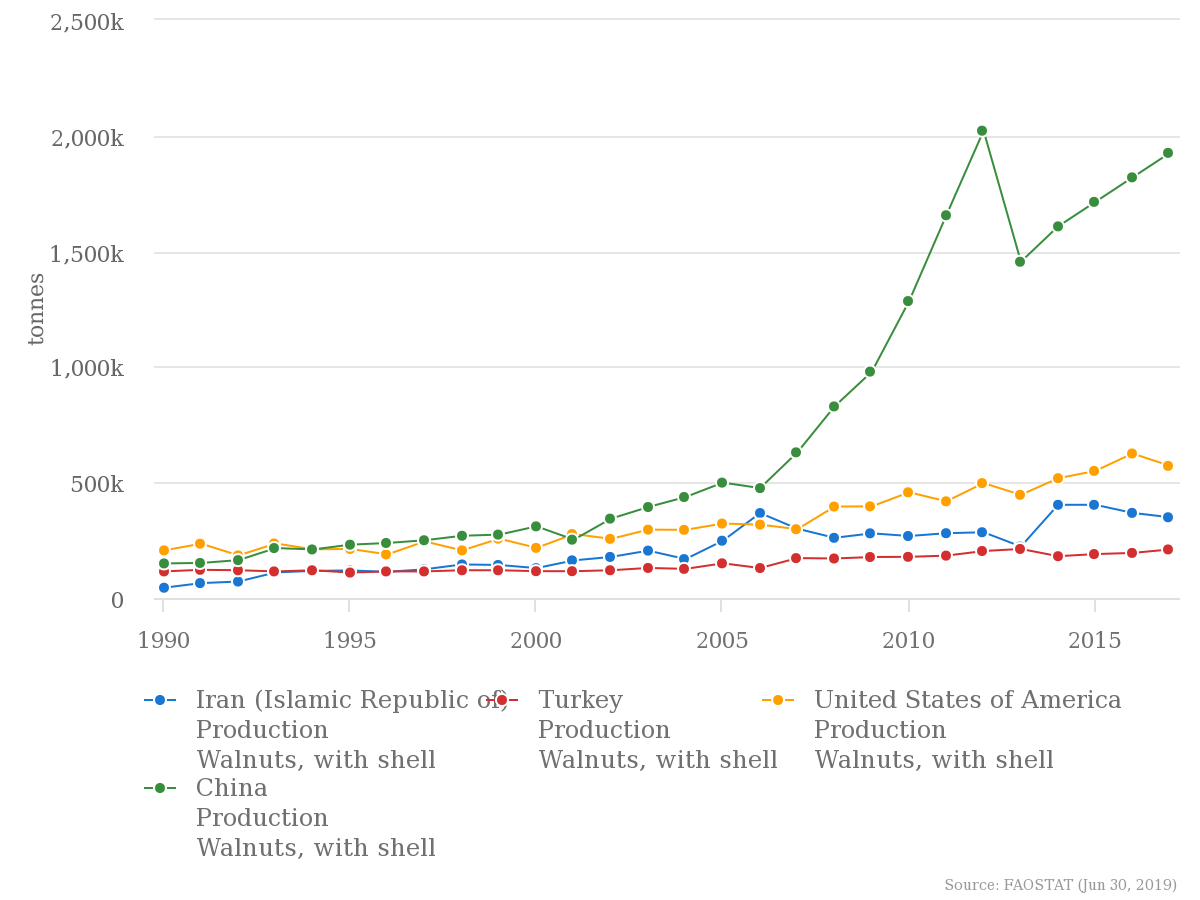
مقایسه روند تولید گردوی ایران با سایر کشورهای مختلف - این روند نشان می‌دهد از سال ۲۰۰۷ کشور چین با شیبی تند از سایر تولیدکنندگان فاصله گرفته‌است

| پنج کشور برتر تولیدکننده گردو در جهان در سال ۲۰۱۹ (تن) | پنج کشور برتر تولیدکننده گردو در جهان در سال ۲۰۱۹ (تن) |
| ------------------------------------------------------ | ------------------------------------------------------ |
| چین                                                    | ۲۵۲۱۵۰۴                                                |
| ایالات متحده آمریکا                                    | ۵۹۲۳۹۰                                                 |
| ایران                                                  | ۳۲۱۰۷۴                                                 |
| ترکیه                                                  | ۲۲۵۰۰۰                                                 |
| مکزیک                                                  | ۱۷۱۳۶۸                                                 |
| World total                                            |                                                        |
| [ ۶ ]                                                  |                                                        |

## آب وهوا

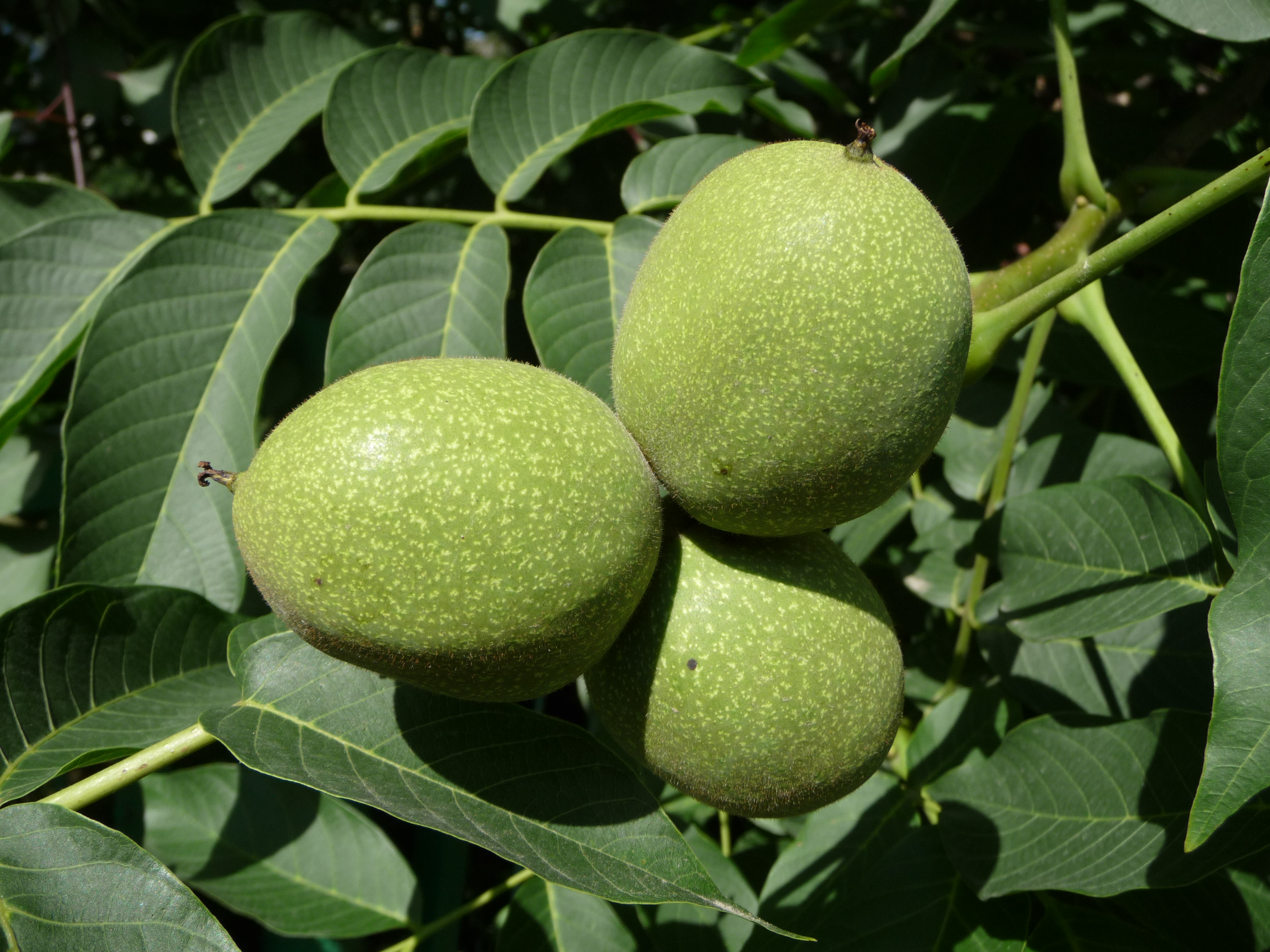
گردو با پوست سبز

درخت گردو در طول تابستان و زمستان نسبت به گرما و سرمای بیش از حد حساس است. در طول دوره خواب زمستانه، گردو می‌تواند سرمای ۱۱- درجه سانتی گراد را بدون خسارت جدی تحمل کند ولی پس از شروع رشد، سرمای ۲- تا ۳- درجه سانتی گراد موجب از بین رفتن برگها، شاخه‌ها و گل‌ها شده و در نتیجه محصول کاهش می‌یابد. به علاوه شاخ و برگ درختانی که تا اواخر پاییز به رشد خود ادامه می‌دهند در معرض خسارت سرما قرار می‌گیرد. مقاومت ارقام مختلف گردو نسبت به سرما متفاوت است.
دمای بالاتر از ۳۸ درجه سانتی گراد موجب آفتاب سوختگی پوست سبز و چروکیدگی مغز گردو می‌شود و گاهی نیز میوه‌ها پوک می‌شوند. در رطوبت نسبی کم و دمای بالاتر از ۴۰ درجه سانتی گراد، به گردو خسارت جدی وارد می‌شود. دمای پایین تابستان نیز مناسب نیست زیرا موجب می‌شود میوه‌ها به اندازه کافی پر نشود. هوای خنک در طی فصل رشد، برداشت محصول را به تأخیر انداخته و در نتیجه باغداران متضرر می‌شوند؛ بنابراین هوای خنک و فصل رشد کوتاه از عوامل محدودکننده پرورش گردو هستند. گردو نیز مانند سایر میوه‌ها مناطق معتدله در زمستان به مقدار سرمای معینی نیاز دارد تا خواب آن برطرف شود که به این ترتیب در بهار رشد رویشی و گلدهی کافی خواهد داشت. در صورت عدم وجود سرمای کافی، بازشدن جوانه‌ها و گلدهی نامنظم شده و به تأخیر می‌افتد و این موجب کاهش محصول و خشک شدن سر شاخه‌ها می‌شود. نیاز سرمایی ارقام مختلف گردو متفاوت است.

## ترکیبات شیمیایی
مغز گردو دارای چند اسید آلی، مقدر کمی اسانس، اگزالات آهک و ویتامین‌های A ,B ,C ,D ,E می‌باشد. همچنین مغز گردو دارای مقدار کمی آرسنیک است (۲٬۹۸ µg -میکروگرم- در ۱۰۰ گرم گردو). برگ درخت گردو دارای ۳ درصد اینوژیت، اسید الاژیک، اسید گالیک و اسانسی با بوی مخصوص و مقداری پارافین، تانن، مواد چرب و املاح معدنی مانند کلسیم، پتاسیم، منیزیم، باریم و همچنین کاروتن است. پوسته گوشت دار میوه سبز گردو دارای امولسیون قند و اسیدهای آلی مانند اسید سیتریک، اسید مالیک، فسفاتها و اگزالات کلسیم است. عصاره برگ درخت گردو خاصیت میکروب کشی و باکتری کشی دارد. در ۱۰۰ گرم مغز گردو خام و خشک مواد زیر موجود است:
| ماده معدنی     | مقدار        |
| -------------- | ------------ |
| آب             | ۳/۵ گرم      |
| پروتئین        | ۱۴/۸ گرم     |
| مواد چربی      | ۶۵ گرم       |
| مواد نشاسته ای | ۱۳ گرم       |
| کلسیم          | ۱۰۰ میلی‌گرم  |
| فسفر           | ۳۸۰ میلی‌گرم  |
| آهن            | ۳ میلی‌گرم    |
| سدیم           | ۲ میلی‌گرم    |
| پتاسیم         | ۵۰ میلی‌گرم   |
| ویتامین آ      | ۳۰ واحد      |
| ویتامین ب ۱    | ۰/۳۵ میلی‌گرم |
| ویتامین ب ۲    | ۰/۱۲ میلی‌گرم |
| ویتامین ب ۳    | ۱ میلی‌گرم    |
| ویتامین ث      | ۲ میلی‌گرم    |

## درخت گردو

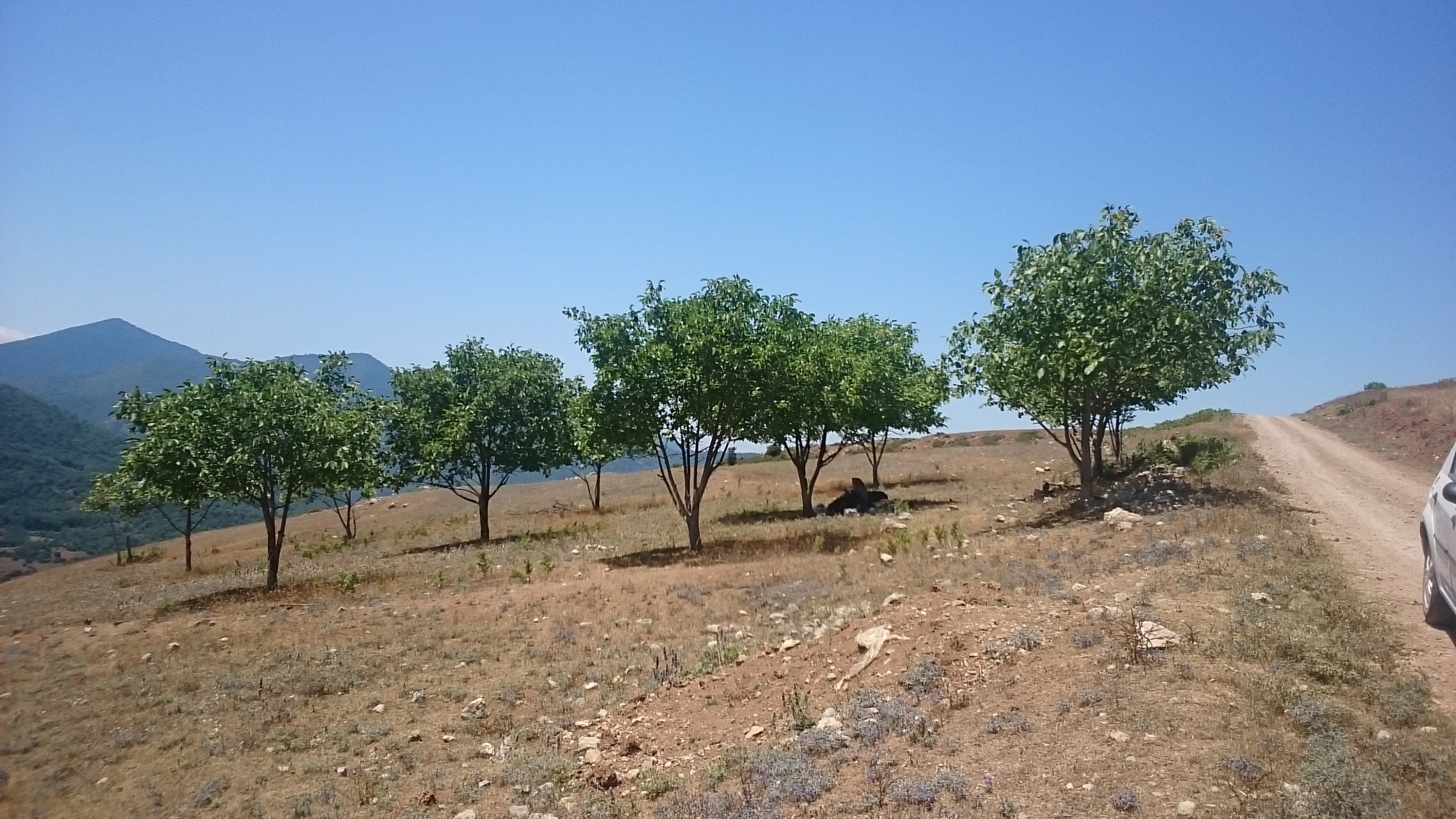
یک باغ کوچک گردو در مازندران

درخت این میوه بسیار بلند است و چوب سخت آن از بهترین و معروف‌ترین چوب‌ها است. ارتفاع درخت گردو بین ۱۰ تا ۴۰ متر است.

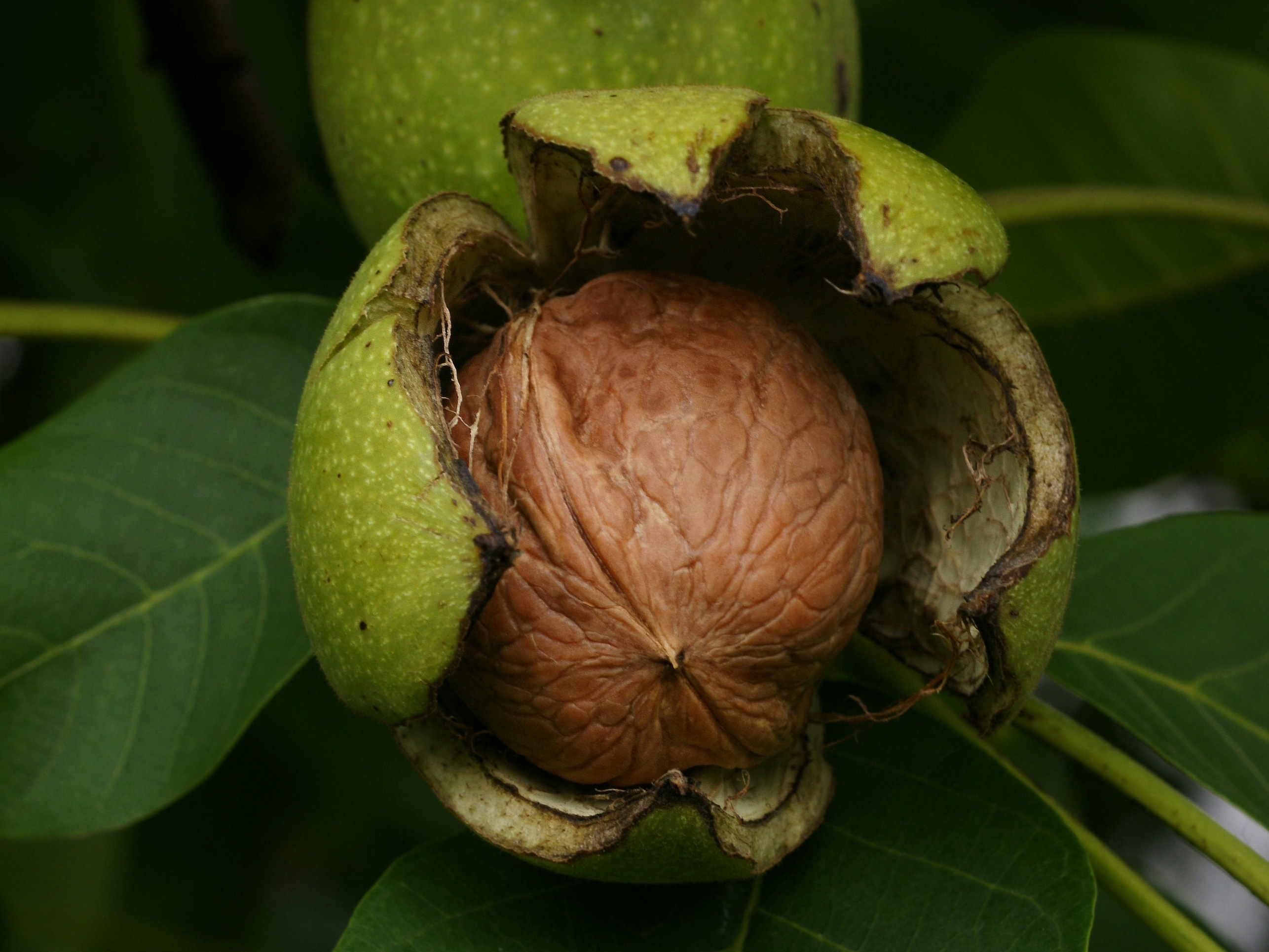
میوه گردو در پوسته اش

درخت گردو بیشتر به روش پیوندزدن (پیوند اسکنه‌ای، پیوند شکمی با T معکوس به دلیل وجود شیرآبه) تکثیر می‌شود. از پیوند زدن می‌توان برای اصلاح نژاد گردو نیز استفاده کرد. به این منظور قلمه ارقامی از گردو را که کیفیت بالاتری داشته یا به آفات مقاوم تر هستند روی پایه نژاد ضعیف تر قرار می‌دهند تا بدون نیاز به کشت درخت جدید، درخت بارور با نژاد مرغوب ایجاد شود.

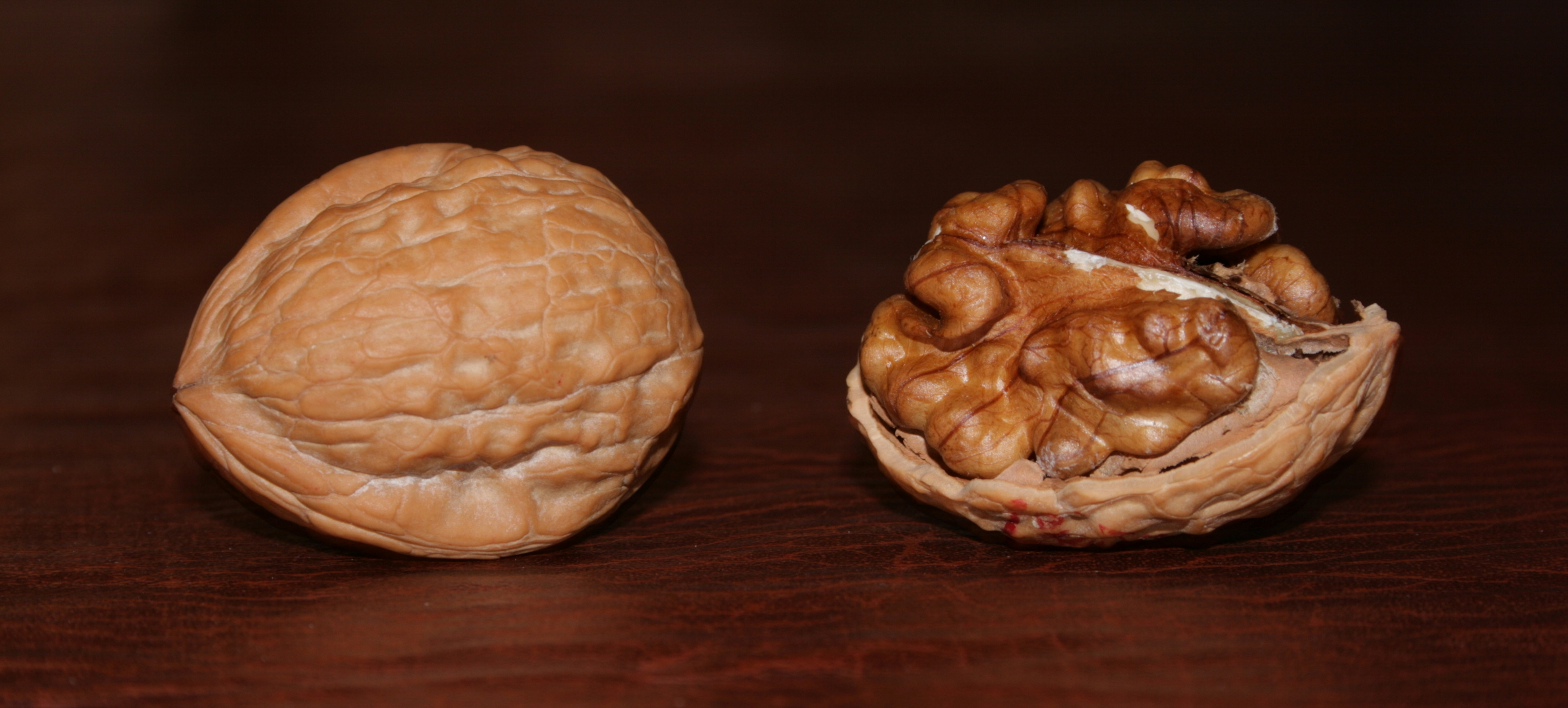
مغز گردو

## دوران بلوغ درخت و آمار باردهی آن
دوران بلوغ درخت گردو رابطه مستقیم با نوع، نژاد، آب و هوا و مکان رشد آن دارد. این دوره بین ۳ تا ۲۰ سال به طول می‌انجامد و سپس دوران بار دهی آغاز می‌گردد که در دهه پنجم و ششم عمر درخت به اوج خود می‌رسد. میانگین آماری محصول دهی درخت گردو از این قرار است: ۱۶ تا ۲۵ سالگی، بین ۷ تا ۱۰ کیلوگرم، ۲۶ تا ۳۵ سالگی، بین ۱۵ تا ۲۵ کیلوگرم، ۳۶ تا ۶۰ سالگی، بین ۲۲ تا ۴۵ کیلوگرم، ۶۱ تا ۸۰ سالگی، بین ۱۳ تا ۵۵ کیلوگرم و ۸۱ تا ۱۰۰ سالگی، بین ۱۳ تا ۳۲ کیلوگرم. (توضیح: مقدار کم: زمین نامناسب / مقدار زیاد: زمین حاصلخیز) میانگین سن باردهی درخت گردو در ایران، روی زمین خوب و حاصلخیز بین ۱۰ تا ۱۲ سال است.

## پرورش درخت گردو
گردو درختی بزرگ و گسترده‌است؛ و بیشتر از هر درخت دیگر به نور نیاز دارد. گردو در سن بلوغ میوه می‌دهد؛ و در قسمت‌هایی از درخت که نور بیشتری می‌تابد از باردهی بهتری برخوردار است؛ و در قسمت‌های داخلی که نور به آن نمی‌تابد گردوها ریز و کوچک می‌شوند. درختان گردو باید طوری کاشته شوند که فاصله بین آن‌ها کمتر از ۱۰متر نباشد. چون این درخت تاج بزرگی دارد بعد از چند سال که از رشد آن گذشت شاخه‌ها مزاحم همدیگر می‌شوند و شاخ و برگشان در هم می‌پیچد که باعث ریزش برگ‌های درخت می‌شود. مواردی مثل نوع نهال کیفیت خاک و همین‌طور اقلیم آب و هوایی محیط کشت برای این درخت اهمیت زیادی دارد. اصولاً گردو در مناطق سرد و معتدل رشد خوبی دارد. البته برخی از ارقام گردو مانند نژاد پکان، بومی مناطق گرمسیری بوده و نه تنها به گرما مقاوم هستند بلکه برای رشد و میوه دادن و رسیدن میوه خود به یک دوره گرمای شدید نیاز دارند.